# Druckerei

Inkunabel-Druckereien im 15. Jahrhundert

Eine Druckerei ist ein Unternehmen oder eine Fertigungsstätte für Druckerzeugnisse. Die Unternehmen werden nach Produkten unterschieden (z. B. Zeitungs-, Akzidenz-, Etiketten-, Endlos- oder Kalenderdruckerei, Verpackungsdruck, Dekordruck) oder nach eingesetzter Technik (z. B. Tiefdruck, Rollenoffset-, Bogenoffset-, Tampondruck, Sieb- oder Digitaldruckerei). Die Abgrenzungen sind undeutlich, da Druckereien häufig mehrere Erzeugnissearten produzieren und verschiedene Drucktechniken einsetzen. 
Daneben gibt es stark spezialisierte Unternehmen, die ein sehr kleines Marktsegment bedienen (z. B. Sicherheitsdruck von Personalausweisen, Geldnoten und anderen fälschungsgefährdeten Produkten).
Die Bearbeitungsschritte Druckvorstufe und Druckweiterverarbeitung finden sich häufig ebenfalls in Druckereien. 
Zentren der deutschen Druckindustrie waren und sind unter anderem Berlin, Essen, Frankfurt (Main), Hamburg, Nürnberg, Stuttgart, München, Würzburg und Heidelberg.

## Geschichte
Nachdem jahrhundertelang die nach Johann Gutenberg entwickelten mechanischen Druckvervielfältigungsverfahren mit beweglichen Lettern die Herausgabe von Büchern aller Art beherrschten, kamen mit dem Siegeszug der Dampfmaschine, später der Elektrizität und seit dem Ende des 20. Jahrhunderts der Computer stetig neuartige Maschinen zum Einsatz, die eine schnelle Herstellung gedruckter Werke in fast allen Größen und Auflagen ermöglichten.
Die ersten Druckmaschinen sind inzwischen Raritäten und werden verschiedentlich in Museen präsentiert.
Einige der ältesten Druckmaschinen aus Berlin werden in dem Ort Buskow durch den speziell gegründeten Verein Buchwerk Bodoni gepflegt und Interessenten in Funktion gezeigt.

## Großdruckerei
Als Großbuchdruckerei bezeichnete sich Anfang des 20. Jahrhunderts beispielsweise die Großbuchdruckerei Richard Petersen. 
Mitte der 1950er Jahre empfahl sich der Walter Dorn Verlag in einem kommentierten hannoverschen Bildstadtplan des Bollmann-Bildkarten-Verlags mit seiner angegliederten Großdruckerei mit rund 250 vorgehaltenen Schrifttypen und unter anderem „6 Linotype-Doppelmagazinsetzmaschinen, 1 kompletten Stereotypie sowie 10 Druckmaschinen für Ein- und Mehrfarbendruck.“ Zentrum des graphischen Gewerbes war bis 1945 die Medienstadt Leipzig mit ihren Großdruckereien wie Giesecke & Devrient, Brockhaus oder Reclam (um 1900 waren bei Reclam bereits 40 Schnellpressen im Einsatz). 
Moderne Großdruckereien können heute oft Umsätze in Milliardenhöhe und mehrere tausend Mitarbeiter vorweisen. Beispiele sind Giesecke+Devrient, Bertelsmann Printing Group, Cewe, Cimpress, De La Rue, RR Donnelley, Quad/Graphics und Leo Paper Group.
Auch früher schon gab es Großdruckereien wie den Verlag von Rudolf Mosse, den Axel-Springer-Verlag die vor allem den Zeitungsmarkt beherrschten. Auch das Druckkombinat Berlin war ein entsprechendes großes Unternehmen. 

## Siehe auch

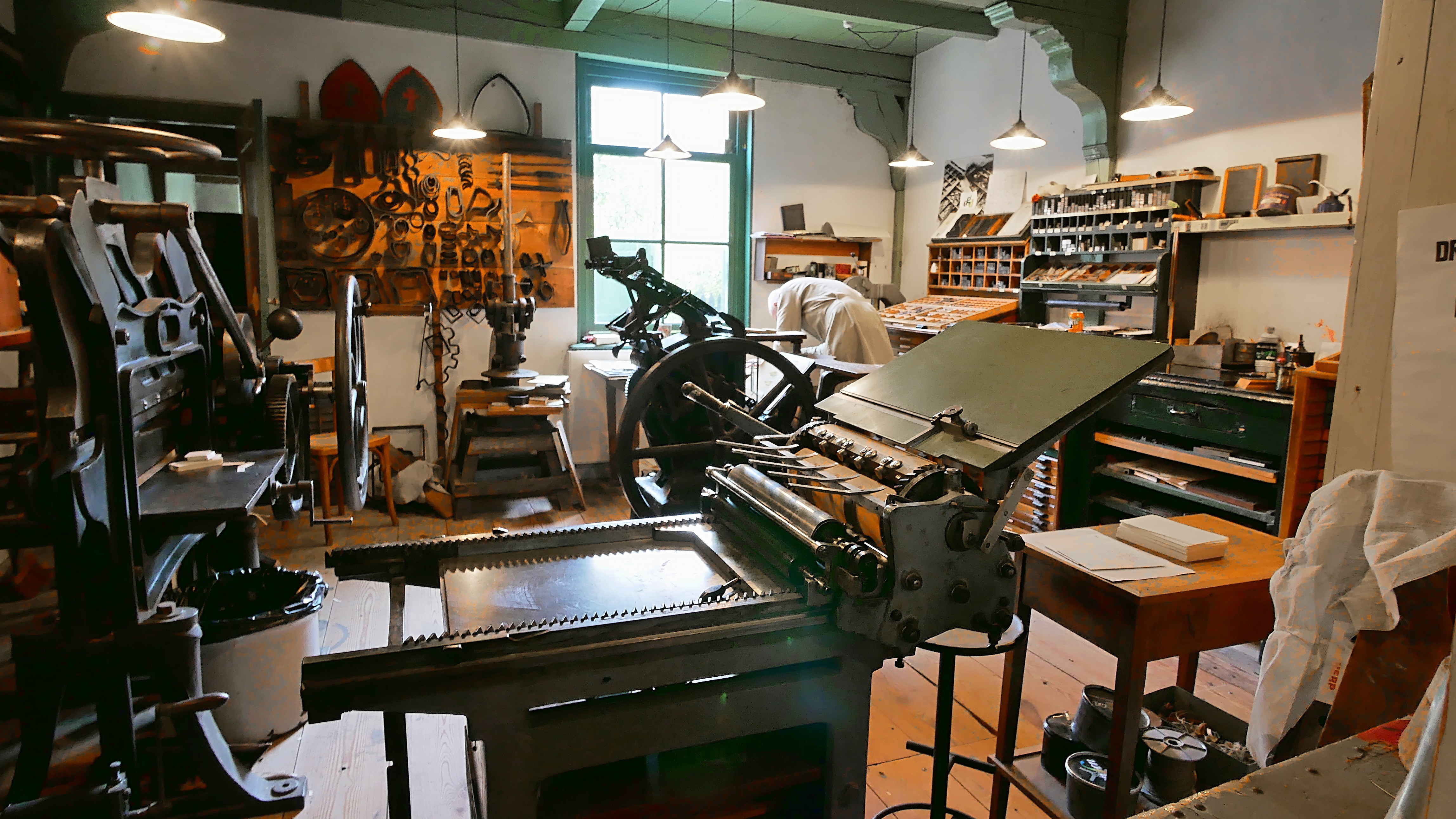
Historische Druckerei im Zuiderzeemuseum